# Cesare Reduzzi
Cesare Reduzzi (Torino, 24 settembre 1857 – Torino, 9 maggio 1911) è stato uno scultore italiano.
Cominciò la sua attività artistica sotto la guida dello scultore in legno e medaglista Giovanni Tamone e fu poi allievo di Odoardo Tabacchi presso l'Accademia Albertina di Torino di cui Reduzzi divenne a sua volta professore dal 1878..

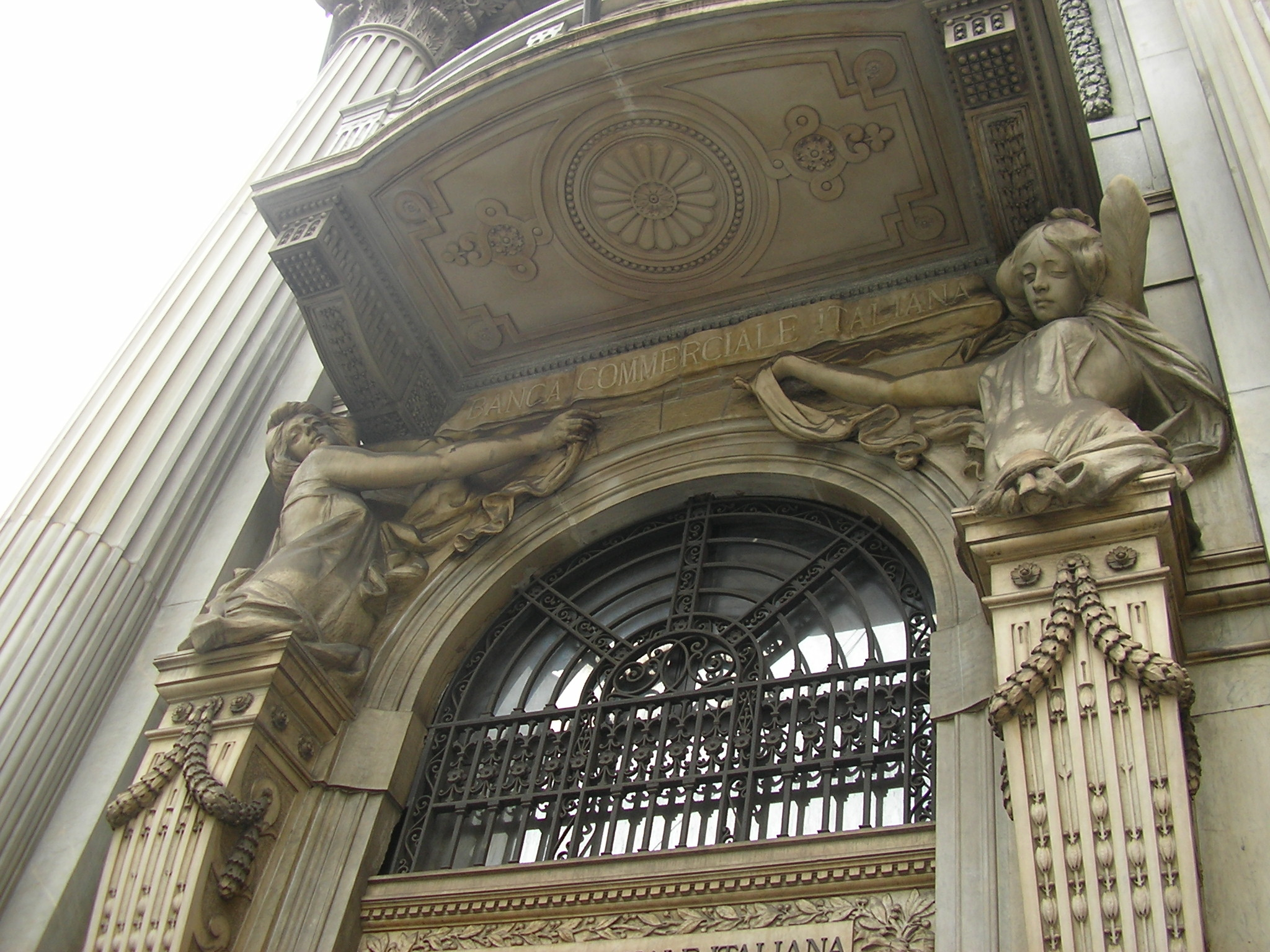
Cariatidi sul Palazzo Banca Commerciale di Torino

Fu attivo principalmente a Torino dove eseguì monumenti funebri, gruppi scultorei e ritratti fra cui: 
- le due cariatidi che ornano l'ingresso principale del Palazzo della Banca Commerciale dell'architetto Angelo Santonè
- un busto di Vittorio Alfieri a lato dell'ingresso del Teatro Carignano
- uno dei due gruppi in bronzo che ornano il Ponte Umberto I (Torino) sul lato verso la collina: La Maestà che protegge le Industrie e La Maestà che protegge le Arti
- il Monumento a Quintino Sella che esamina un minerale al Parco del Valentino (originariamente situato nel cortile d'onore del castello del Valentino[2] ed inaugurato il 14 marzo 1894 alla presenza dell'allora ministro dell'agricoltura Paolo Boselli).[3]

Sempre al Parco del Valentino è del 1898 il gruppo colossale Il Sangone che orna la Fontana del mesi. 
Una sua opera in marmo, Fiore di vita, esposta alla II Esposizione internazionale d'arte di Venezia nel 1897, fu acquistata dal Ministero dell'istruzione pubblica per la Galleria Nazionale di Roma. Alla medesima esposizione del 1912 il marmo Parvulus dulce ridet fu acquistato dalla Galleria d'arte di Venezia.